# Musaranya d'orelles petites d'urpes curtes
La musaranya d'orelles petites d'urpes curtes (Cryptotis brachyonyx) és una espècie de mamífer de la família de les musaranyes (Soricidae) endèmic de Colòmbia, on se la coneix dels vessants occidentals de la Serralada Oriental, a elevacions d'entre 1.300 i 2.715 m. S'assembla a C. colombiana.